# إفيرالدو دوس سانتوس
إفيرالدو دوس سانتوس هو لاعب كرة قدم برازيلي، ولد في 1 أكتوبر 1974.